# Ла-Пижон
Ла-Пижо́н (фр. La Pigeon Cove) — небольшая бухта острова Антре в канадской провинции Квебек. Расположена в акватории залива Святого Лаврентия.

## Климат
В регионе преобладает континентальный климат. Среднегодовая температура составляет 4 °C. Самым теплым месяцем является август, когда средняя температура составляет 18 °C, самым холодным — февраль, средняя температура составляет −14 °C. Среднегодовое количество осадков составляет 1708 мм.
Самый засушливый месяц май, а наибольшее количество осадков выпадает в феврале.